# 4 strings

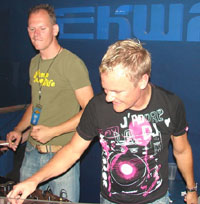
4 Strings

4 Strings é um projeto trance formado pelos holandeses Carlo Resoort e Jan de Vos, como principal performer, Vanessa van Hemmert.
O primeiro CD foi lançado em 2003, intitulado "Believe". Com dezoito faixas, incluindo hits como "Take Me Away (Into The Night)", "Let It Rain", "Daytime", "Believe", "Revelation" e muitos outros.
4 Strings tornou-se conhecido por toda a Europa pela qualidade de suas músicas e pela performance de Vanessa van Hemmert. O sucesso de "Believe" levou ao lançamento de "Turn It Around", segundo álbum do grupo, em 2004, cujo maior sucesso foi a faixa de mesmo nome, "Turn It Around", além de outros como "Come Closer", "All Around The World", "Living A Lie", "Until You Love Me"… apenas algumas músicas possuem o vocal principal do grupo. Isso se deve ao fato de que Carlo Resoort queria continuar 4 Strings como um projeto trance (assim como Ian Van Dahl, Lasgo, Milk Inc. etc.), formado pelos três (Carlo, Jan e Vanessa), enquanto Jan de Vos queria abandonar a ideia de projeto e seguir como "DJ 4 Strings" (assim como Armin Van Buuren, Tiësto, Paul Van Dyk entre outros, que elaboram as músicas mas não têm um vocal exclusivo; cada música possui um vocal diferente, sem a unidade de um projeto).

## Mudança de rumos
Vanessa defendia a ideia de continuar o projeto, mas o fato de Jan De Vos ter se lançado como DJ 4 Strings levou à saída de Vanessa, em 2005. O próximo CD, intitulado Mainline e lançado em 2006, possui apenas uma música com o tradicional vocal, "Sunrise". Há a participação também de Tina Cousins em algumas músicas.

### 4 Strings com Jan de Vos
Após a saída de Carlo e Vanessa, Carlo Resoort seguiu carreira solo, lançando remixes e faixas sob o próprio nome. "Revelations", é relançado sob o nome de Carlo, mantendo a melodia e estrutura básica da música lançada em 4Strings, apenas sem vocal.
Jan de Vos seguiu com o projeto 4 Strings, lançando singles e remixes, e contando com participações nos vocais.

### O retorno
O Álbum "Sunset Afterneath" (2017) marca o retorno do duo, agora pelo selo Raz Nitzan Music. Nos vocais, conta com participações de Audrey Gallagher, Sue McLaren, Cathy Burton, Fenna Day, e Denise Rivera

### A revelação
Desde o início da formação do grupo, acreditava-se que os vocais principais do grupo fossem da performer principal, Vanessa van Hemmert. Entretanto, em 5 de Abril de 2019, em publicação pelo Twitter, foi revelado que os tão famosos vocais que marcaram o grupo 4Strings eram na verdade, da cantora alemã Susanne Teutenberg (a.k.a. Susann Gessang).
Coincidentemente, após a revelação da verdadeira voz do projeto, é lançado o single "A Brand New Day" (2019), com música de mesmo nome, já creditando Suanne Teutenberg como vocalista.
No ano seguinte, é lançado o álbum completo "A Brand New Day" (2020). Primoroso álbum, que conta predominantemente com os vocais de Susanne, e grandes participações, como de Sue McLaren, Neev Kennedy e Maria Nayler.

## Discografia
- Believe (2003, Liquid Records) - 4 Strings como projeto trance
- Turn It Around (2004, Ultra Records) - Transição
- Mainline (2006, Ultra Records) - 4 Strings como DJ
- Sunset Afterneath (2017, Raz Nitzan Music)
- A Brand New Day (2020, Raz Nitzan Music) - Marca o retorno do grupo, com os vocais de Susanne Teutenberg